# 天帝淵の滝
天帝淵の滝 (チョンジェヨンのたき，Korean: 천제연폭포) は大韓民国済州島西帰浦市にある3段の滝である。この滝は、人気のある観光地であり、近くにある天地淵の滝・正房の滝とともに済州島の三大名瀑の一つである。

## 解説
「天帝淵」は天帝の池を意味する。

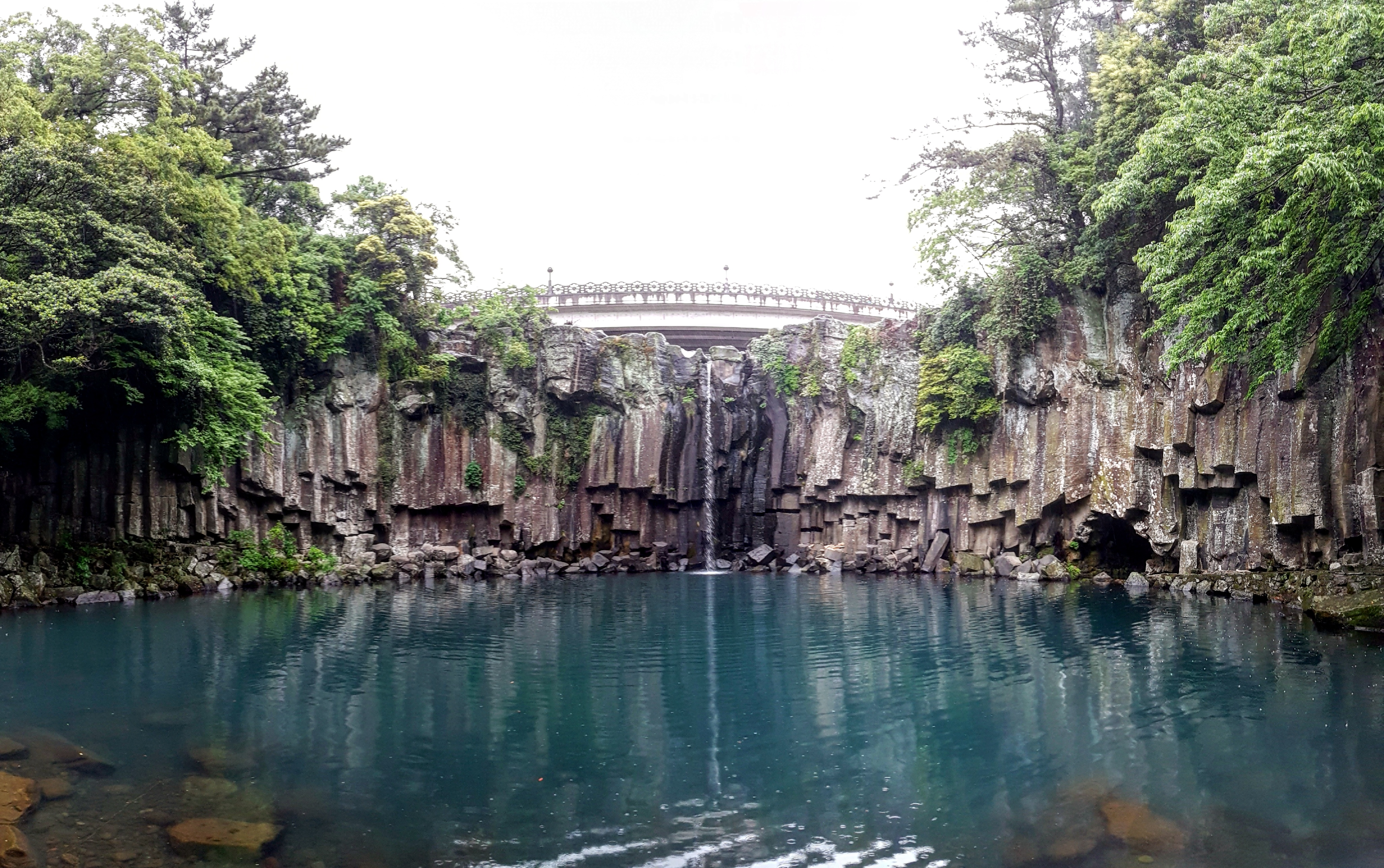
天帝淵に注ぐ第1段の滝。この滝は豪雨の後にだけ現れる。

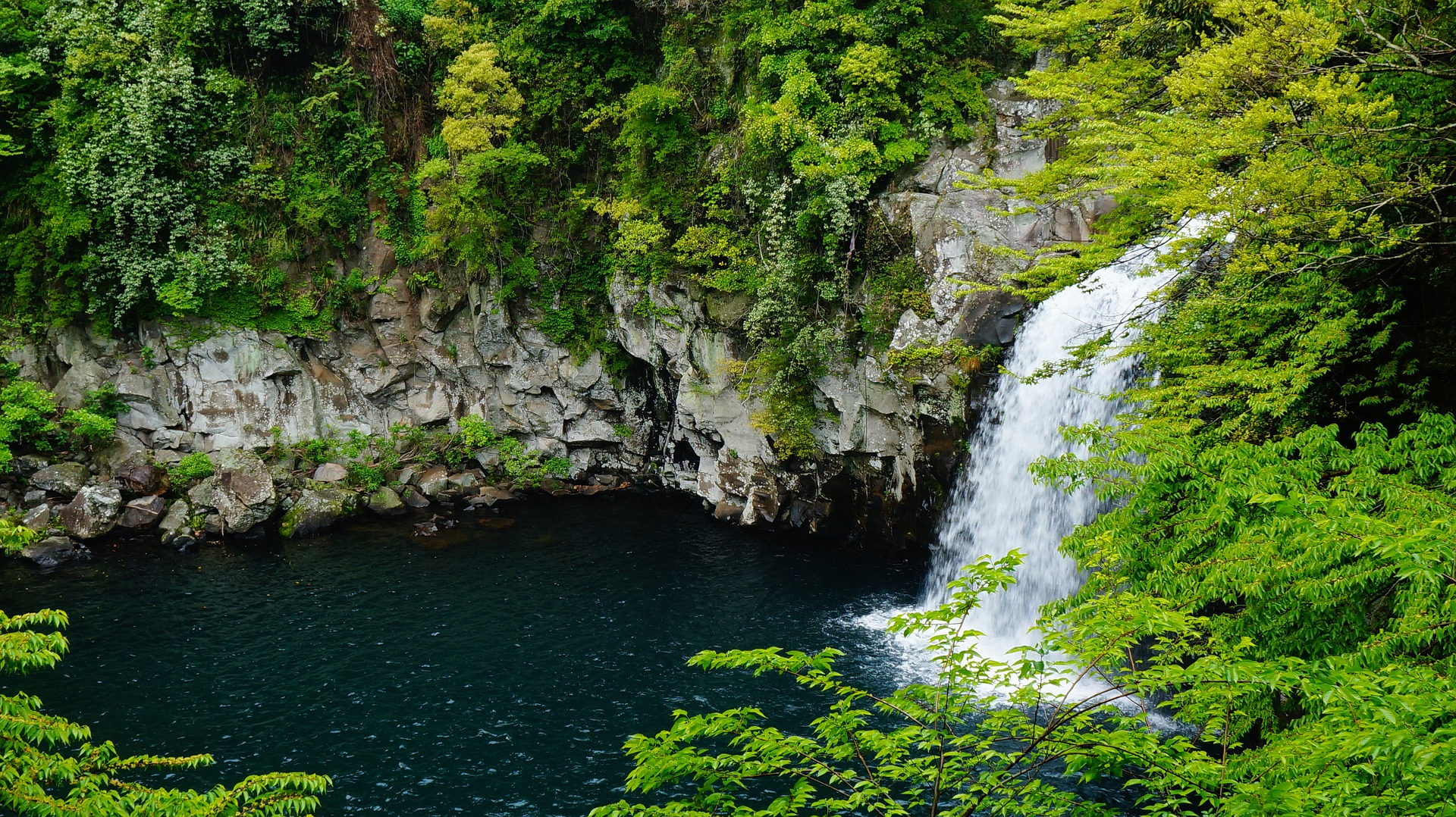
第3段の滝

朝鮮神話によると、夜になると7人の仙女が天界からこの滝の池に降りて水浴びをする。古代から太陰暦の7月15日に滝の下に立つと８月には病気が治ると考えられてきたが、現在水泳は禁止されている。

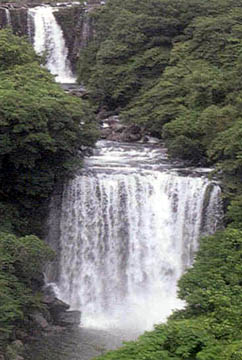
第1段の滝と第2段の滝(2004)

洞窟の天井から流れ出る冷たい水が滝を作る。滝の絶壁と下の粘土層の間から水が湧き出している。第1段の滝の崖の高さは22mでこの滝の水は深さ21mの天地淵（池）に注ぐ。ここから水は高さ30mの2段目の滝を落下し続いて第3の滝に流れる。最終的に滝の水は海に注ぐ。
滝の上に架かる仙臨橋は天帝淵の伝説を象徴する。天帝淵の滝周辺の温帯林は、希少植物が生息し科学的研究の価値があるとして、1993年に天然記念物第378号に指定された。滝周辺の岩の割れ目には、solipnan（솔잎난）やマツバランなどの希少な植物が生息している。
偶数年の5月に七仙女祭りが開催される。